# Ziziphus jujuba
Il giuggiolo o zizzolo (Ziziphus jujuba Mill.) è un albero da frutto appartenente alla famiglia delle Rhamnaceae, noto anche come dattero cinese, natsume o tsao (cinese semplificato: 枣; cinese tradizionale: 棗; pinyin: zǎo). Il frutto viene detto comunemente giuggiola o zizzola.

## Origini
Si ritiene che lo zizzolo sia originario dell'Africa Centro-settentrionale e della Siria, e che sia stato successivamente esportato in Cina e in India, dove viene coltivato da oltre 4000 anni. I romani lo importarono per primi in Italia e la chiamarono ziziphum (dal greco ζίζυφον, zízyphon), da cui il nome italiano zizzolo.
In Italia però fu diffuso dai veneziani, dapprima in Dalmazia, poi sulle isole della laguna e infine sulla terraferma, nella zona dei Colli Euganei, quella più idonea nel nord-est alla loro coltura per esposizione e clima.

## Descrizione

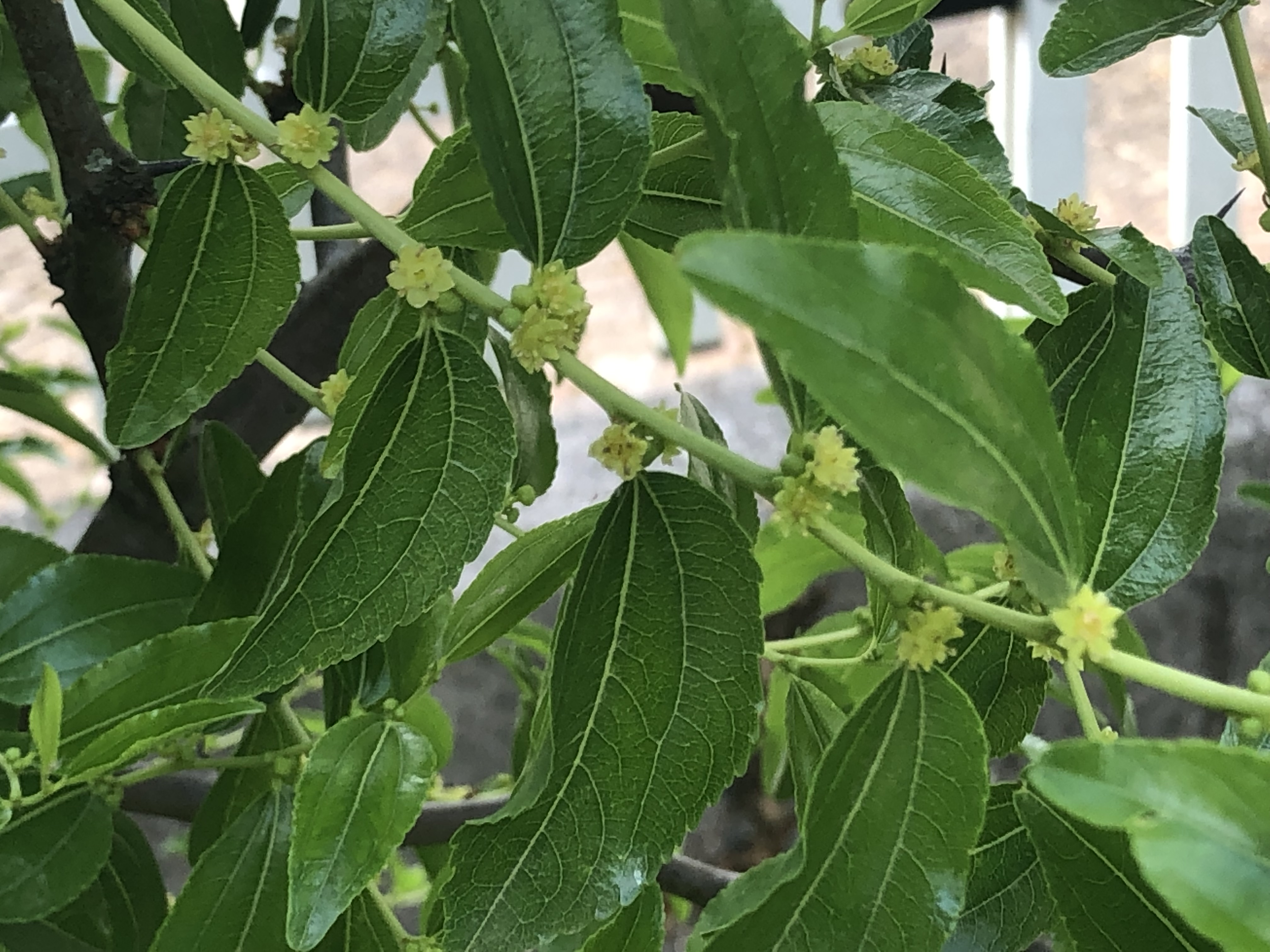
Infiorescenza

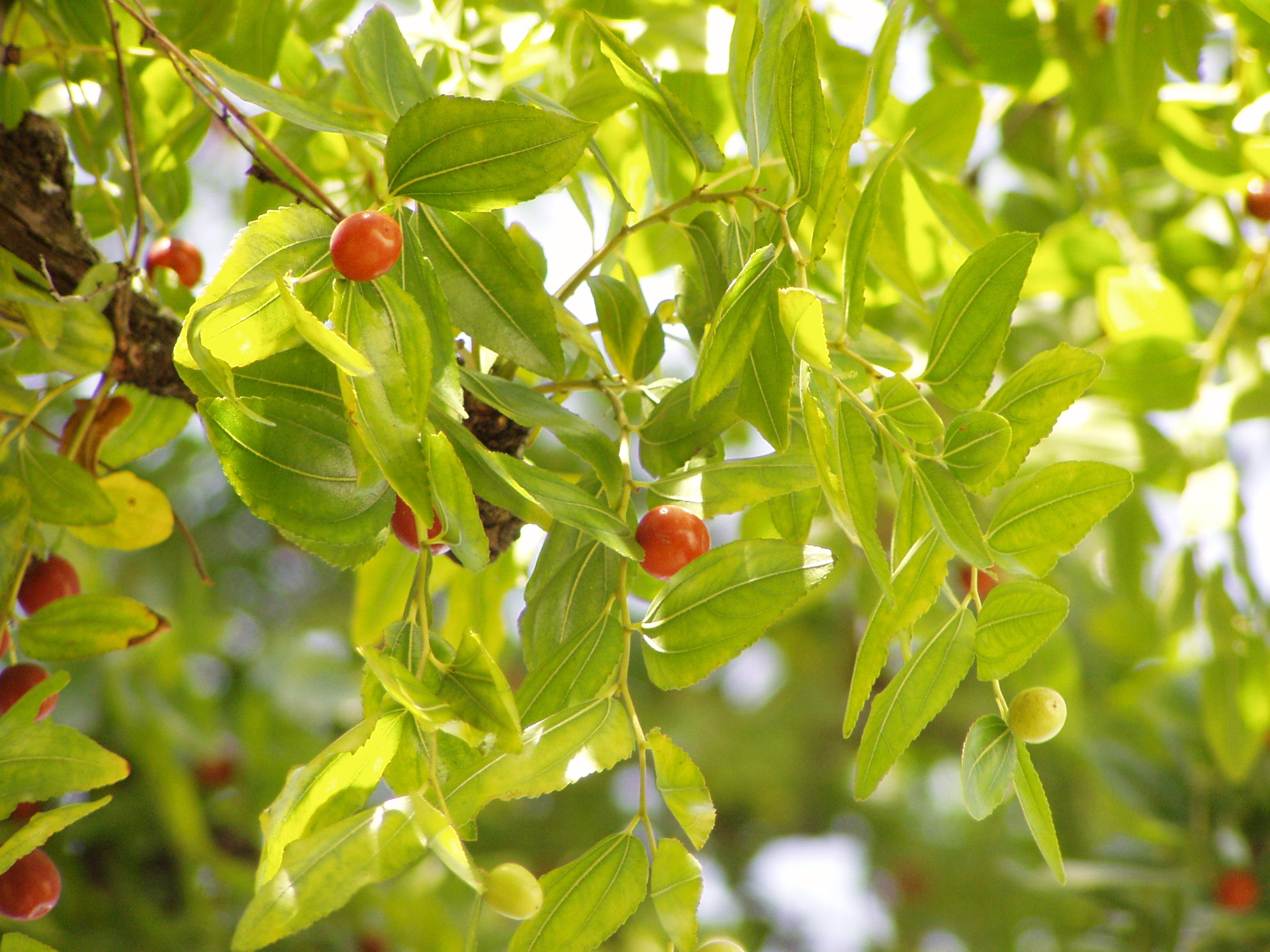
Fogliame

Il giuggiolo è una caducifoglia e latifoglia, dal portamento generalmente di albero e talvolta di arbusto; può arrivare in esemplari antichi anche 200 anni e con un'altezza di 8-12m, ma spesso è più basso per le potature. 
Le foglie sono arrotondate, di un verde chiaro e brillante.
Le radici vanno molto in profondità, fatto che rende lo zizzolo resistente a calura e siccità anche in terreni detritici.
La struttura dell'albero è molto articolata e i rami sono ramificati e contorti con una corteccia molto corrugata che si sfalda, come quella del fusto; i rami sono ricoperti di spine.
Il giuggiolo produce un gran numero di fiori di piccole dimensioni dal colore bianco verdastro; la fioritura avviene in giugno-agosto; la maturazione dei frutti tra settembre e ottobre.

### Frutti

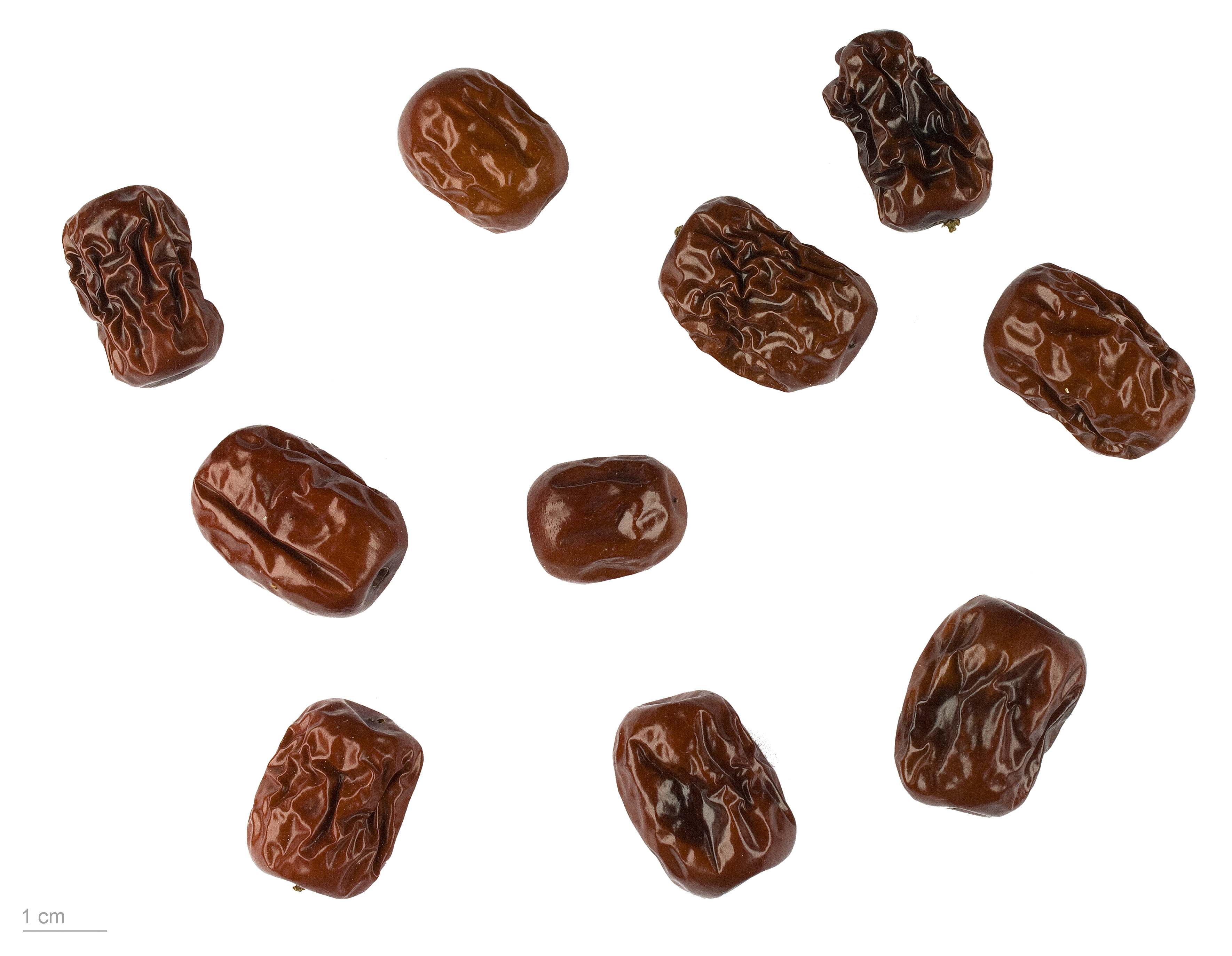
Giuggiole

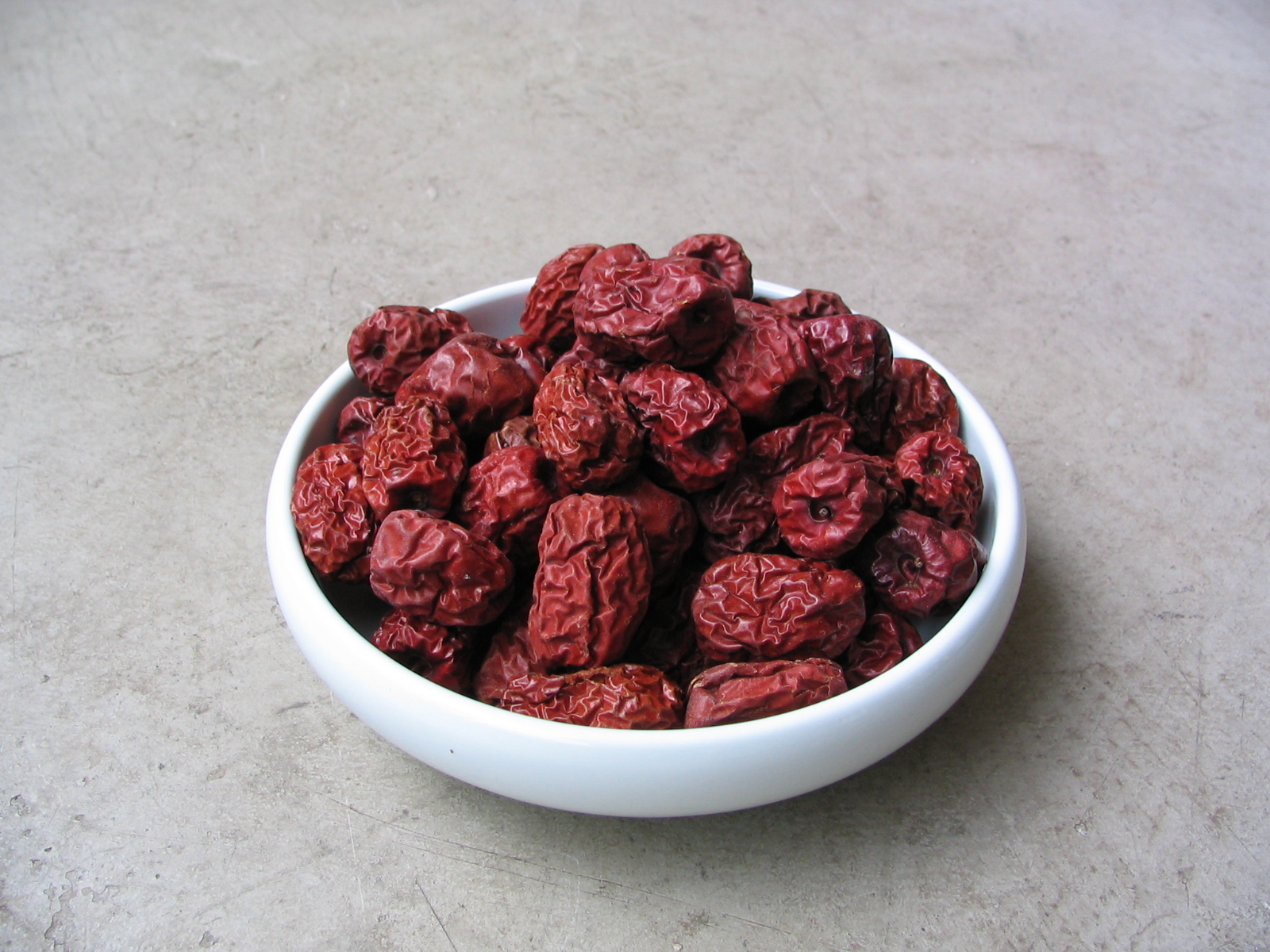
Giuggiole

I frutti sono delle drupe che hanno un unico seme all'interno; hanno le dimensioni più o meno di un'oliva, con buccia di colore dal rosso porpora al bruno e polpa giallastra. La zizifina, un composto che si trova nelle foglie dello zizzolo, sopprime nell'uomo la percezione del sapore dolce.
Se colto quando non ancora maturo (ossia quando presenta un colore verde uniforme), il frutto del giuggiolo, la giuggiola o zizzola, ha un sapore simile a quello di una mela. Con il procedere della maturazione, tuttavia, il frutto si scurisce, la superficie si fa rugosa e il sapore diviene via via più dolce, fino ad assomigliare a quello di un dattero. Le giuggiole si consumano sia fresche, appena colte dall'albero, sia quando sono leggermente raggrinzite.
C'è un solo nocciolo all'interno del frutto, simile a quello di un'oliva, che nella cucina persiana è noto come annab.

## Distribuzione e habitat
La specie è presente allo stato spontaneo in Asia centrale e nella regione del Caucaso.
Al di fuori del suddetto areale la presenza degli alberi di giuggiole è pressoché sempre dovuta a coltivazione, attuale o residua, pur esistendo una presenza significativa di piante naturalizzate. È possibile trovare esemplari di giuggiolo nei climi più diversi, tuttavia la pianta dà buoni frutti soltanto alla fine delle estati calde.

## Tassonomia
La denominazione Ziziphus jujuba è stata giudicata nomen conservandum a spese del sinonimo Ziziphus zizyphus (nomen rejiciendum). Zizyphus sativa Gaertn. e Z. vulgaris Lam. var. inermis sono sinonimi di Zizyphus jujuba Mill. var. inermis.

## Coltivazione
A differenza di altre specie della stessa famiglia, è in grado di sopravvivere ad inverni freddi, con temperature fino a −15 °C. Non ha particolari esigenze di terreno.
La crescita della pianta è molto lenta per la formazione di cortissimi brachiblasti, ma è molto longeva e diventa plurisecolare. La presenza di alberi di mole significativa, e quindi molto vecchi, in seguito allo sconvolgimento agrario del secolo scorso, è alquanto rara; si trovano spesso solo presso vecchie case coloniche, o cascinali abbandonati, su suolo povero ma non disturbato.
I semi della pianta sono molto restii a germogliare a causa dell'endocarpo molto duro e robusto, un modo semplice per aggirare il problema è il taglio della punta del seme con delle forbici da potatura per agevolare l'ingresso dell'umidità all'interno del seme.
Frequentemente la pianta è propagata più facilmente per mezzo dei numerosi polloni radicali che produce in abbondanza.
In Giappone e Cina, dove il giuggiolo è più coltivato, sono presenti diverse varietà che differiscono per forma e dimensione del frutto, ad esempio con frutto maliforme o piriforme.

## Usi

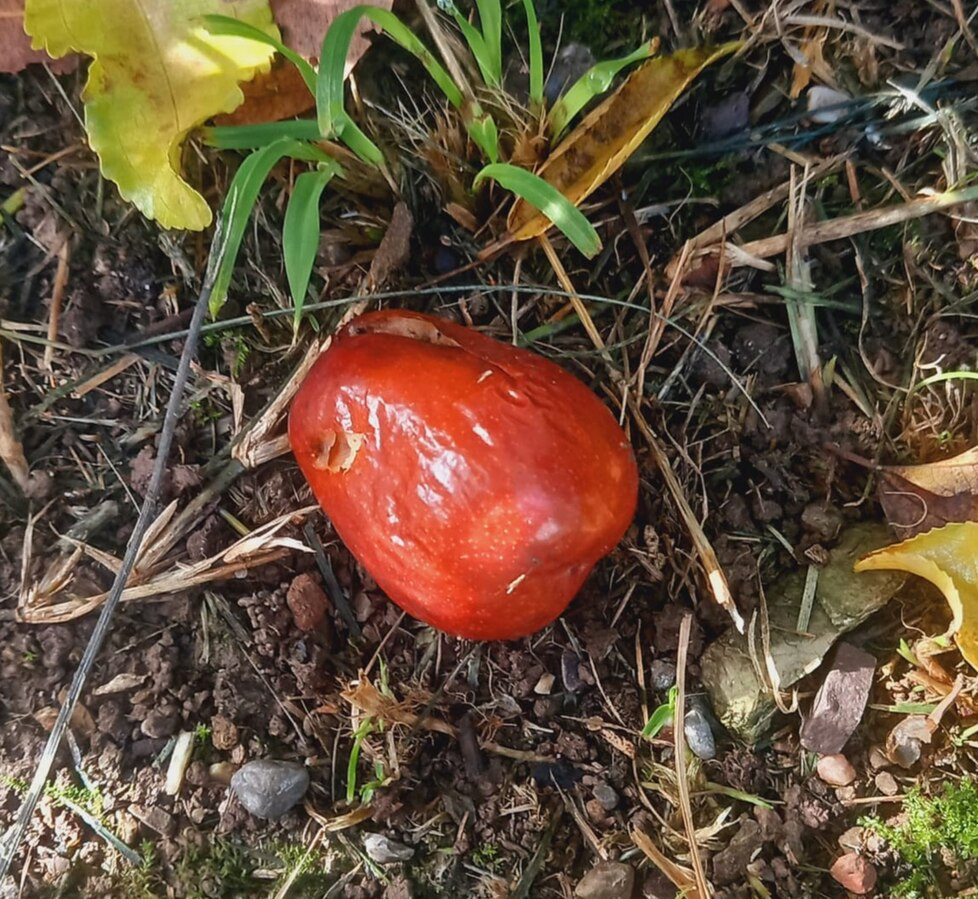
Dettaglio giuggiola

È una pianta mellifera molto visitata dalle api e se ne può ottenere un miele, ma in Italia la produzione è occasionale per la presenza solo sporadica della pianta.
Lo zizzolo era usato in passato, in alcune regioni italiane, per creare siepi difensive nei confini degli appezzamenti. In ragione delle spine e del fitto intreccio dei rami la siepe di giuggiolo costituiva una barriera pressoché impenetrabile. Sovente viene utilizzato come pianta ornamentale.
Nel Veneto, sui Colli Euganei, principalmente ad Arquà Petrarca esiste una coltivazione più intensiva che si è affermata negli ultimi anni grazie alla produzione del "Brodo di Giuggiole" un infuso di giuggiole e frutti autunnali, come uva Moscato, le cotogne Cydonia oblonga, scorze di limone, uva e melagrane. La ricetta moderna deriva molto probabilmente da una preparazione in voga presso i Gonzaga nel Rinascimento, i quali erano soliti deliziare gli ospiti con un liquore a base di questi frutti. Oltre che per la produzione di questo liquore, le giuggiole vengono utilizzate per la preparazione di marmellate e confetture e aromatizzare grappe, oppure vengono conservate sotto spirito (principalmente grappa) per essere consumate entro l'anno.
Tra le ricette più gustose che utilizzano la Giuggiola come ingrediente è celebre quella per cucinare i biscotti, ideali per accompagnare la colazione.
In Romagna e in altre regioni, in molte case coloniche era coltivato adiacente alla casa, nella zona più riparata ed esposta al sole. Si riteneva che fosse una pianta portafortuna. Era presente anche in quasi tutti gli orti delle campagne del Veneto.
Ad Arquà Petrarca, comune veneto dove i giuggioli sono ancora piantati nei giardini di molte abitazioni, i frutti sono utilizzati per preparare ottime confetture, sciroppi e il proverbiale brodo di giuggiole, un antico liquore. 
I frutti del giuggiolo hanno un blando effetto lassativo.

## Riferimenti nella cultura
Secondo gli scritti di Erodoto, le giuggiole potevano essere usate, dopo aver fermentato, per produrre un vino, le cui più antiche preparazioni risalgono a Egizi e Fenici.
Pare che per gli antichi Romani il giuggiolo fosse il simbolo del silenzio, e come tale adornasse i templi della dea Prudenza.
Una specie affine al giuggiolo, lo Zizyphus spina-christi, è ritenuto da una leggenda una delle due piante che servirono a preparare la corona di spine di Gesù. L'altra sarebbe il Paliurus spina-christi chiamata comunemente "marruca".
Comunemente si dice "andare in brodo di giuggiole" per indicare uno stato di gran soddisfazione, in cui si è quasi fuori di sé dalla gioia (v. Treccani online).